# Хачатрян, Аревшат
Аревша́т Хачатря́н (латыш. Arevšats Hačatrjans, арм. Արևշատ Խաչատրյան; 24 июля 1990, Рига) — латвийский футболист армянского происхождения, полузащитник атакующего плана.

## Клубная карьера
Свою футбольную карьеру Аревшат Хачатрян начал в рижском клубе «Даугава». В 2009 году, в составе «Даугавы», он впервые дебютировал в Высшей лиге Латвии, но клуб не сумел там удержаться и после окончания сезона выбыл в Первую лигу.
В начале 2010 года Аревшату Хачатряну поступило предложение от клуба «Гулбене 2005», которая с большими амбициями выйти в Высшую лигу собирала сильный состав. Но Аревшат от этого предложения отказался, так как в составе «Даугавы» у него было место в основном составе, а «Гулбене 2005» не могла ему такого гарантировать.
Перед сезоном 2011 года Аревшату Хачатряну вновь поступило предложение присоединиться к «Гулбене», и он согласился, так как хотел играть в Высшей лиге. В начале июня, по результатам голосования, проводившегося на сайте sportacentrs.com, Аревшат Хачатрян был признан лучшим игроком мая в Высшей лиге.

## Карьера в сборной
Несмотря на то, что Аревшат Хачатрян был на просмотре в молодёжной сборной Армении, в августе 2011 года он был вызван в молодёжную сборную Латвии на неофициальную проверочную игру с «Елгавой».